# Zakrzewo (powiat grajewski)
Zakrzewo – wieś w Polsce, położona w województwie podlaskim, w powiecie grajewskim, w gminie Radziłów.
| SIMC    | Nazwa  | Rodzaj     |
| ------- | ------ | ---------- |
| 0404750 | Czaple | przysiółek |

Prywatna wieś szlachecka położona była w drugiej połowie XVI wieku w powiecie wąsoskim ziemi wiskiej województwa mazowieckiego. Według podziału administracyjnego Polski obowiązującego w latach 1975–1998 miejscowość należała do województwa łomżyńskiego.
Wierni kościoła rzymskokatolickiego należą do parafii Narodzenia Najświętszej Maryi Panny w Słuczu.